# Elezioni comunali in Campania del 2015
Le elezioni comunali in Campania del 2015 si tennero il 31 maggio, con ballottaggio il 14 giugno.

## Napoli

### Bacoli
| Candidati                   | Candidati                                         | Voti                        | %     | Liste                     | Voti   | %     | Seggi |
| --------------------------- | ------------------------------------------------- | --------------------------- | ----- | ------------------------- | ------ | ----- | ----- |
|                             | Josi Gerardo Della Ragione Accede al ballottaggio | 5.631                       | 36,20 | FreeBacoli                | 3.012  | 20,18 | 8     |
| Primavera Bacolese          | Josi Gerardo Della Ragione Accede al ballottaggio | 5.631                       | 36,20 | 695                       | 4,66   | 1     |       |
| Società Civile per Bacoli   | Josi Gerardo Della Ragione Accede al ballottaggio | 5.631                       | 36,20 | 565                       | 3,79   | 1     |       |
| Bacoli Viva                 | Josi Gerardo Della Ragione Accede al ballottaggio | 5.631                       | 36,20 | 309                       | 2,07   | -     |       |
| Orgoglio Flegreo            | Josi Gerardo Della Ragione Accede al ballottaggio | 5.631                       | 36,20 | 147                       | 0,99   | -     |       |
|                             | Ermanno Schiano Accede al ballottaggio            | 6.456                       | 41,51 | Forza Italia              | 3.649  | 24,45 | 2     |
| Fratelli d'Italia           | Ermanno Schiano Accede al ballottaggio            | 6.456                       | 41,51 | 1.432                     | 9,60   | 1     |       |
| Il Faro delle Libertà       | Ermanno Schiano Accede al ballottaggio            | 6.456                       | 41,51 | 780                       | 5,23   | -     |       |
| Il Centro per Bacoli        | Ermanno Schiano Accede al ballottaggio            | 6.456                       | 41,51 | 544                       | 3,65   | -     |       |
| Liberi e Forti per Bacoli   | Ermanno Schiano Accede al ballottaggio            | 6.456                       | 41,51 | 504                       | 3,38   | -     |       |
| Seggio al candidato sindaco | Seggio al candidato sindaco                       | Seggio al candidato sindaco | 41,51 | 1                         |        |       |       |
|                             | Carlo Giampaolo                                   | 2.852                       | 18,34 | Partito Democratico       | 2.065  | 13,84 | 1     |
| Movimento Popolare          | Carlo Giampaolo                                   | 2.852                       | 18,34 | 627                       | 4,20   | -     |       |
| Avanti Bacoli               | Carlo Giampaolo                                   | 2.852                       | 18,34 | 81                        | 0,54   | -     |       |
| Seggio al candidato sindaco | Seggio al candidato sindaco                       | Seggio al candidato sindaco | 18,34 | 1                         |        |       |       |
|                             | Anna Illiano                                      | 615                         | 3,95  | Sinistra Ecologia Libertà | 512    | 3,43  | -     |
| Totale                      | Totale                                            | 14.992                      | 100   |                           | 15.554 | 100   | 16    |

### Caivano
| Candidati                                                                  | Candidati                              | Voti                        | %      | Liste                       | Voti   | %      | Seggi |
| -------------------------------------------------------------------------- | -------------------------------------- | --------------------------- | ------ | --------------------------- | ------ | ------ | ----- |
|                                                                            | Simone Monopoli Accede al ballottaggio | 9.899                       | 46,68  | Forza Italia                | 3.311  | 16,00  | 6     |
| Idea Nuova                                                                 | Simone Monopoli Accede al ballottaggio | 9.899                       | 46,68  | 2.160                       | 10,37  | 4      |       |
| La Svolta                                                                  | Simone Monopoli Accede al ballottaggio | 9.899                       | 46,68  | 1.536                       | 7,38   | 3      |       |
| Noi Insieme con Monopoli (Terra Mia-Uniti-Il Campanile-Partito Pensionati) | Simone Monopoli Accede al ballottaggio | 9.899                       | 46,68  | 820                         | 3,94   | 1      |       |
| Popolari per l'Italia                                                      | Simone Monopoli Accede al ballottaggio | 9.899                       | 46,68  | 505                         | 2,43   | 1      |       |
| Fratelli d'Italia                                                          | Simone Monopoli Accede al ballottaggio | 9.899                       | 46,68  | 411                         | 1,97   | -      |       |
| Partito Repubblicano Italiano                                              | Simone Monopoli Accede al ballottaggio | 9.899                       | 46,68  | 347                         | 1,67   | -      |       |
| Ambiente Nuovo                                                             | Simone Monopoli Accede al ballottaggio | 9.899                       | 46,68  | 194                         | 0,93   | -      |       |
| Partito Nazionale dei Diritti                                              | Simone Monopoli Accede al ballottaggio | 9.899                       | 46,68  | 51                          | 0,24   | -      |       |
|                                                                            | Luigi Sirico Accede al ballottaggio    | 7.427                       | 35,02  | Partito Democratico         | 2.891  | 13,88  | 3     |
| Liberi Cittadini                                                           | Luigi Sirico Accede al ballottaggio    | 7.427                       | 35,02  | 1.491                       | 7,16   | 1      |       |
| Unione di Centro                                                           | Luigi Sirico Accede al ballottaggio    | 7.427                       | 35,02  | 1.186                       | 5,70   | 1      |       |
| Noi per Caivano                                                            | Luigi Sirico Accede al ballottaggio    | 7.427                       | 35,02  | 803                         | 3,86   | 1      |       |
| Nuovo Centrodestra                                                         | Luigi Sirico Accede al ballottaggio    | 7.427                       | 35,02  | 733                         | 3,52   | -      |       |
| Italia dei Valori                                                          | Luigi Sirico Accede al ballottaggio    | 7.427                       | 35,02  | 512                         | 2,46   | -      |       |
| Popolari Italiani per l'Europa                                             | Luigi Sirico Accede al ballottaggio    | 7.427                       | 35,02  | 171                         | 0,82   | -      |       |
| Seggio al candidato sindaco                                                | Seggio al candidato sindaco            | Seggio al candidato sindaco | 35,02  | 1                           |        |        |       |
|                                                                            | Raffaele Del Gaudio                    | 2.060                       | 9,71   | Socialisti-Orgoglio Campano | 743    | 3,57   | 1     |
| Partito Socialista Italiano                                                | Raffaele Del Gaudio                    | 2.060                       | 9,71   | 637                         | 3,06   | -      |       |
| Con Caivano nel Cuore                                                      | Raffaele Del Gaudio                    | 2.060                       | 9,71   | 581                         | 2,79   | -      |       |
| Mai Più La Terra dei Fuochi                                                | Raffaele Del Gaudio                    | 2.060                       | 9,71   | 127                         | 0,61   | -      |       |
| La Mossa Giusta                                                            | Raffaele Del Gaudio                    | 2.060                       | 9,71   | 5                           | 0,02   | -      |       |
| Seggio al candidato sindaco                                                | Seggio al candidato sindaco            | Seggio al candidato sindaco | 9,71   | 1                           |        |        |       |
|                                                                            | Giuseppe Ziello                        | 888                         | 4,19   | Movimento 5 Stelle          | 751    | 3,61   | -     |
|                                                                            | Carlo Ciccarelli                       | 472                         | 2,23   | Votate per Voi              | 459    | 2,20   | -     |
|                                                                            | Giuseppe Papaccioli                    | 462                         | 2,18   | Con Papaccioli per Caivano  | 361    | 1,73   | -     |
| Noi con Salvini                                                            | Giuseppe Papaccioli                    | 462                         | 2,18   | 16                          | 0,08   | -      |       |
| Totale                                                                     | Totale                                 | 20.822                      | 100,00 |                             | 21.208 | 100,00 | 24    |

### Cardito
| Candidati                   | Candidati                   | Voti                        | %      | Liste                    | Voti   | %      | Seggi |
| --------------------------- | --------------------------- | --------------------------- | ------ | ------------------------ | ------ | ------ | ----- |
|                             | Giuseppe Cirillo ✔️ Sindaco | 8.777                       | 70,75  | Partito Democratico      | 1.853  | 15,36  | 3     |
| Cirillo Sindaco             | Giuseppe Cirillo ✔️ Sindaco | 8.777                       | 70,75  | 1.709                    | 14,17  | 3      |       |
| Adesso Cardito              | Giuseppe Cirillo ✔️ Sindaco | 8.777                       | 70,75  | 1.356                    | 11,24  | 2      |       |
| Cambiamo Verso Cardito      | Giuseppe Cirillo ✔️ Sindaco | 8.777                       | 70,75  | 1.333                    | 11,05  | 2      |       |
| Partito Socialista Italiano | Giuseppe Cirillo ✔️ Sindaco | 8.777                       | 70,75  | 1.328                    | 11,01  | 2      |       |
| A Viso Aperto Cardito       | Giuseppe Cirillo ✔️ Sindaco | 8.777                       | 70,75  | 1.084                    | 8,99   | 1      |       |
| Insieme per Cardito         | Giuseppe Cirillo ✔️ Sindaco | 8.777                       | 70,75  | 855                      | 7,09   | 1      |       |
|                             | Francesco Pisano            | 1.603                       | 12,92  | Le Ali                   | 1.085  | 9,00   | -     |
| Seggio al candidato sindaco | Seggio al candidato sindaco | Seggio al candidato sindaco | 12,92  | 1                        |        |        |       |
|                             | Almerindo Santucci          | 1.190                       | 9,59   | Salviamo Cardito         | 548    | 4,54   | -     |
| Amiamo Cardito              | Almerindo Santucci          | 1.190                       | 9,59   | 235                      | 1,95   | -      |       |
| Seggio al candidato sindaco | Seggio al candidato sindaco | Seggio al candidato sindaco | 9,59   | 1                        |        |        |       |
|                             | Luigi Iorio                 | 836                         | 6,74   | Libertà e Partecipazione | 676    | 5,60   | -     |
| Totale                      | Totale                      | 12.062                      | 100,00 |                          | 12.406 | 100,00 | 16    |

### Casalnuovo di Napoli
| Candidati                         | Candidati                                | Voti                        | %      | Liste               | Voti   | %      | Seggi |
| --------------------------------- | ---------------------------------------- | --------------------------- | ------ | ------------------- | ------ | ------ | ----- |
|                                   | Massimo Pelliccia Accede al ballottaggio | 7.641                       | 28,09  | Oblò                | 1.534  | 5,75   | 2     |
| Il Giglio Legalità e Giustizia    | Massimo Pelliccia Accede al ballottaggio | 7.641                       | 28,09  | 1.375               | 5,16   | 2      |       |
| Casalnuovo in Movimento           | Massimo Pelliccia Accede al ballottaggio | 7.641                       | 28,09  | 1.208               | 4,53   | 1      |       |
| Casalnuovo Libera                 | Massimo Pelliccia Accede al ballottaggio | 7.641                       | 28,09  | 998                 | 3,74   | 1      |       |
| Spazio Giovani                    | Massimo Pelliccia Accede al ballottaggio | 7.641                       | 28,09  | 633                 | 2,37   | -      |       |
| Città Ideale                      | Massimo Pelliccia Accede al ballottaggio | 7.641                       | 28,09  | 517                 | 1,94   | -      |       |
| Ambientalisti Civici              | Massimo Pelliccia Accede al ballottaggio | 7.641                       | 28,09  | 292                 | 1,10   | -      |       |
|                                   | Antonio Peluso Accede al ballottaggio    | 13.224                      | 48,62  | Forza Italia        | 2.415  | 9,06   | 2     |
| Rinascita Casalnuovese            | Antonio Peluso Accede al ballottaggio    | 13.224                      | 48,62  | 2.164               | 8,12   | 2      |       |
| Insieme per la Città              | Antonio Peluso Accede al ballottaggio    | 13.224                      | 48,62  | 1.753               | 6,58   | 2      |       |
| Uniti per Casalnuovo              | Antonio Peluso Accede al ballottaggio    | 13.224                      | 48,62  | 1.367               | 5,13   | 1      |       |
| Lista Giovanni Romano             | Antonio Peluso Accede al ballottaggio    | 13.224                      | 48,62  | 1.230               | 4,61   | 1      |       |
| Casalnuovo Futura                 | Antonio Peluso Accede al ballottaggio    | 13.224                      | 48,62  | 1.126               | 4,22   | 1      |       |
| Più Casalnuovo                    | Antonio Peluso Accede al ballottaggio    | 13.224                      | 48,62  | 1.038               | 3,89   | 1      |       |
| Unione di Centro                  | Antonio Peluso Accede al ballottaggio    | 13.224                      | 48,62  | 1.038               | 3,89   | 1      |       |
| Azione Civica                     | Antonio Peluso Accede al ballottaggio    | 13.224                      | 48,62  | 920                 | 3,45   | 1      |       |
| Fratelli d'Italia                 | Antonio Peluso Accede al ballottaggio    | 13.224                      | 48,62  | 539                 | 2,02   | -      |       |
| Stella Alata                      | Antonio Peluso Accede al ballottaggio    | 13.224                      | 48,62  | 535                 | 2,01   | -      |       |
| Seggio al candidato sindaco       | Seggio al candidato sindaco              | Seggio al candidato sindaco | 48,62  | 1                   |        |        |       |
|                                   | Giovanni Nappi                           | 4.124                       | 15,16  | Partito Democratico | 2.333  | 8,75   | 2     |
| L'Altra Casalnuovo Sinistra Unita | Giovanni Nappi                           | 4.124                       | 15,16  | 711                 | 2,67   | -      |       |
| Con Nappi                         | Giovanni Nappi                           | 4.124                       | 15,16  | 386                 | 1,45   | -      |       |
| GxG Per i Giovani con i Giovani   | Giovanni Nappi                           | 4.124                       | 15,16  | 347                 | 1,30   | -      |       |
| Rinnovamento e Progresso          | Giovanni Nappi                           | 4.124                       | 15,16  | 272                 | 1,02   | -      |       |
| Orgoglio Campano                  | Giovanni Nappi                           | 4.124                       | 15,16  | 70                  | 0,26   | -      |       |
| Seggio al candidato sindaco       | Seggio al candidato sindaco              | Seggio al candidato sindaco | 15,16  | 1                   |        |        |       |
|                                   | Christian Cerbone                        | 2.212                       | 8,13   | Movimento 5 Stelle  | 1.858  | 6,97   | -     |
| Seggio al candidato sindaco       | Seggio al candidato sindaco              | Seggio al candidato sindaco | 8,13   | 1                   |        |        |       |
| Totale                            | Totale                                   | 26.659                      | 100,00 |                     | 27.201 | 100,00 | 24    |

### Casavatore
| Candidati                   | Candidati                                  | Voti                        | %      | Liste                     | Voti   | %      | Seggi |
| --------------------------- | ------------------------------------------ | --------------------------- | ------ | ------------------------- | ------ | ------ | ----- |
|                             | Lorenza Orefice Accede al ballottaggio     | 3.731                       | 35,30  | Un'Altra Casavatore       | 906    | 8,89   | 3     |
| Partito Socialista Italiano | Lorenza Orefice Accede al ballottaggio     | 3.731                       | 35,30  | 565                       | 5,54   | 2      |       |
| Progetto per Casavatore     | Lorenza Orefice Accede al ballottaggio     | 3.731                       | 35,30  | 564                       | 5,53   | 2      |       |
| Città Ideale                | Lorenza Orefice Accede al ballottaggio     | 3.731                       | 35,30  | 518                       | 5,08   | 1      |       |
| Casavatore Deve Cambiare    | Lorenza Orefice Accede al ballottaggio     | 3.731                       | 35,30  | 479                       | 4,70   | 1      |       |
| Orgoglio Campano            | Lorenza Orefice Accede al ballottaggio     | 3.731                       | 35,30  | 438                       | 4,30   | 1      |       |
| Popolari per Casavatore     | Lorenza Orefice Accede al ballottaggio     | 3.731                       | 35,30  | 203                       | 1,99   | -      |       |
|                             | Salvatore Silvestri Accede al ballottaggio | 4.392                       | 41,56  | Partito Democratico       | 1.506  | 14,78  | 2     |
| Casavatore Lavora           | Salvatore Silvestri Accede al ballottaggio | 4.392                       | 41,56  | 961                       | 9,43   | 1      |       |
| Lista Rossi                 | Salvatore Silvestri Accede al ballottaggio | 4.392                       | 41,56  | 944                       | 9,26   | 1      |       |
| Lista Marino                | Salvatore Silvestri Accede al ballottaggio | 4.392                       | 41,56  | 516                       | 5,06   | -      |       |
| Silvestri Sindaco           | Salvatore Silvestri Accede al ballottaggio | 4.392                       | 41,56  | 482                       | 4,73   | -      |       |
| Sinistra Ecologia Libertà   | Salvatore Silvestri Accede al ballottaggio | 4.392                       | 41,56  | 154                       | 1.51   | -      |       |
| Italia dei Valori           | Salvatore Silvestri Accede al ballottaggio | 4.392                       | 41,56  | 95                        | 0,93   | -      |       |
| Seggio al candidato sindaco | Seggio al candidato sindaco                | Seggio al candidato sindaco | 41,56  | 1                         |        |        |       |
|                             | Liberato Berlingieri                       | 1.705                       | 16,13  | Berlingieri Berto Sindaco | 951    | 9,33   | -     |
| Casavatore è...Tua          | Liberato Berlingieri                       | 1.705                       | 16,13  | 252                       | 2,47   | -      |       |
| La Svolta Buona             | Liberato Berlingieri                       | 1.705                       | 16,13  | 20                        | 0,20   | -      |       |
| Seggio al candidato sindaco | Seggio al candidato sindaco                | Seggio al candidato sindaco | 16,13  | 1                         |        |        |       |
|                             | Luca Galiero                               | 741                         | 7,01   | Movimento 5 Stelle        | 637    | 6,25   | -     |
| Totale                      | Totale                                     | 10.191                      | 100,00 |                           | 10.569 | 100,00 | 16    |

### Ercolano
| Candidati                   | Candidati                   | Voti                        | %     | Liste               | Voti   | %     | Seggi |
| --------------------------- | --------------------------- | --------------------------- | ----- | ------------------- | ------ | ----- | ----- |
|                             | Ciro Buonajuto ✔️ Sindaco   | 16.264                      | 55,00 | Partito Democratico | 7.629  | 26,40 | 9     |
| Centro Democratico          | Ciro Buonajuto ✔️ Sindaco   | 16.264                      | 55,00 | 3.195               | 11,06  | 3     |       |
| Federazione dei Verdi       | Ciro Buonajuto ✔️ Sindaco   | 16.264                      | 55,00 | 1.701               | 5,89   | 2     |       |
| Sinistra Ecologia Libertà   | Ciro Buonajuto ✔️ Sindaco   | 16.264                      | 55,00 | 1.147               | 3,97   | 1     |       |
| Rinnovare Ercolano          | Ciro Buonajuto ✔️ Sindaco   | 16.264                      | 55,00 | 754                 | 2,61   | -     |       |
| Partito Socialista Italiano | Ciro Buonajuto ✔️ Sindaco   | 16.264                      | 55,00 | 603                 | 2,09   | -     |       |
| Italia dei Valori           | Ciro Buonajuto ✔️ Sindaco   | 16.264                      | 55,00 | 502                 | 1,74   | -     |       |
|                             | Antonio Liberti             | 8.970                       | 30,33 | Area Popolare       | 3.870  | 13,39 | 3     |
| Partecipazione e Democrazia | Antonio Liberti             | 8.970                       | 30,33 | 1.858               | 6,43   | 1     |       |
| Noi Sud                     | Antonio Liberti             | 8.970                       | 30,33 | 1.546               | 5,35   | 1     |       |
| Democrazia Cristiana        | Antonio Liberti             | 8.970                       | 30,33 | 1.526               | 5,28   | 1     |       |
| Progetto Ercolano           | Antonio Liberti             | 8.970                       | 30,33 | 499                 | 1,73   | -     |       |
| Seggio al candidato sindaco | Seggio al candidato sindaco | Seggio al candidato sindaco | 30,33 | 1                   |        |       |       |
|                             | Gennaro Cozzolino           | 2.271                       | 7,68  | Movimento 5 Stelle  | 2.051  | 7,10  | -     |
| Seggio al candidato sindaco | Seggio al candidato sindaco | Seggio al candidato sindaco | 7,68  | 1                   |        |       |       |
|                             | Gennaro Miranda             | 1.261                       | 4,26  | Fratelli d'Italia   | 507    | 1,75  | -     |
| Cambiamo Ercolano           | Gennaro Miranda             | 1.261                       | 4,26  | 482                 | 1,67   | -     |       |
| Gioventù Ercolanese         | Gennaro Miranda             | 1.261                       | 4,26  | 249                 | 0,86   | -     |       |
| Seggio al candidato sindaco | Seggio al candidato sindaco | Seggio al candidato sindaco | 4,26  | 1                   |        |       |       |
|                             | Dante Iovino                | 805                         | 2,72  | Forza Italia        | 775    | 2,68  | -     |
| Totale                      | Totale                      | 28.894                      | 100   |                     | 29.571 | 100   | 24    |

### Frattamaggiore
| Candidati                      | Candidati                                      | Voti                        | %     | Liste               | Voti   | %     | Seggi |
| ------------------------------ | ---------------------------------------------- | --------------------------- | ----- | ------------------- | ------ | ----- | ----- |
|                                | Marco Antonio Del Prete Accede al ballottaggio | 6.730                       | 34,97 | Partito Democratico | 4.041  | 21,71 | 8     |
| I Democratici                  | Marco Antonio Del Prete Accede al ballottaggio | 6.730                       | 34,97 | 1.906               | 10,24  | 4     |       |
| Unione di Centro               | Marco Antonio Del Prete Accede al ballottaggio | 6.730                       | 34,97 | 1.306               | 7,02   | 2     |       |
| Popolari per Frattamaggiore    | Marco Antonio Del Prete Accede al ballottaggio | 6.730                       | 34,97 | 899                 | 4,83   | 1     |       |
|                                | Luigi Grimaldi Accede al ballottaggio          | 4.964                       | 25,80 | Impegno Popolare    | 2.892  | 15,54 | 3     |
| Sinistra per Frattamaggiore    | Luigi Grimaldi Accede al ballottaggio          | 4.964                       | 25,80 | 899                 | 4,83   | 1     |       |
| La Svolta                      | Luigi Grimaldi Accede al ballottaggio          | 4.964                       | 25,80 | 876                 | 4,71   | 1     |       |
| Città Ideale                   | Luigi Grimaldi Accede al ballottaggio          | 4.964                       | 25,80 | 874                 | 4,70   | -     |       |
| La Frattamaggiore che Vogliamo | Luigi Grimaldi Accede al ballottaggio          | 4.964                       | 25,80 | 491                 | 2,64   | -     |       |
| Seggio al candidato sindaco    | Seggio al candidato sindaco                    | Seggio al candidato sindaco | 25,80 | 1                   |        |       |       |
|                                | Michele Granata                                | 4.252                       | 22,10 | Fratta al Centro    | 1.503  | 8,07  | 1     |
| Fratta Domani                  | Michele Granata                                | 4.252                       | 22,10 | 255                 | 1,37   | -     |       |
| Fratta Indipendente            | Michele Granata                                | 4.252                       | 22,10 | 247                 | 1,33   | -     |       |
| Volare Alto                    | Michele Granata                                | 4.252                       | 22,10 | 144                 | 0,77   | -     |       |
| Uniti per Cambiare             | Michele Granata                                | 4.252                       | 22,10 | 140                 | 0,75   | -     |       |
| Seggio al candidato sindaco    | Seggio al candidato sindaco                    | Seggio al candidato sindaco | 22,10 | 1                   |        |       |       |
|                                | Luigi Lupoli                                   | 1.948                       | 10,12 | Italia dei Valori   | 900    | 4,84  | -     |
| Lupoli Sindaco                 | Luigi Lupoli                                   | 1.948                       | 10,12 | 234                 | 1,26   | -     |       |
| Liberi Cittadini               | Luigi Lupoli                                   | 1.948                       | 10,12 | 167                 | 0,90   | -     |       |
| Seggio al candidato sindaco    | Seggio al candidato sindaco                    | Seggio al candidato sindaco | 10,12 | 1                   |        |       |       |
|                                | Rosario Capasso                                | 1.350                       | 7,02  | Movimento 5 Stelle  | 840    | 4,51  | -     |
| Totale                         | Totale                                         | 18.614                      | 100   |                     | 19.244 | 100   | 24    |

### Giugliano in Campania
| Candidati                                                | Candidati                               | Voti                        | %      | Liste                    | Voti   | %      | Seggi |
| -------------------------------------------------------- | --------------------------------------- | --------------------------- | ------ | ------------------------ | ------ | ------ | ----- |
|                                                          | Antonio Poziello Accede al ballottaggio | 16.980                      | 30,64  | Antonio Poziello Sindaco | 7.887  | 14,56  | 10    |
| Giugliano Libera                                         | Antonio Poziello Accede al ballottaggio | 16.980                      | 30,64  | 3.658                    | 6,75   | 4      |       |
| Nuovo Centrodestra-Campania Popolare                     | Antonio Poziello Accede al ballottaggio | 16.980                      | 30,64  | 2.323                    | 4,29   | 3      |       |
| Verdi Ecologisti e Reti Civiche-Repubblicani Democratici | Antonio Poziello Accede al ballottaggio | 16.980                      | 30,64  | 1.776                    | 3,28   | 2      |       |
| Socialisti per Giugliano                                 | Antonio Poziello Accede al ballottaggio | 16.980                      | 30,64  | 1.446                    | 2,67   | 1      |       |
| Partito Socialista Italiano                              | Antonio Poziello Accede al ballottaggio | 16.980                      | 30,64  | 130                      | 0,24   | -      |       |
|                                                          | Luigi Guarino Accede al ballottaggio    | 13.047                      | 23,54  | Forza Italia             | 5.829  | 10,76  | 2     |
| Guarino Sindaco                                          | Luigi Guarino Accede al ballottaggio    | 13.047                      | 23,54  | 3.373                    | 6,23   | 1      |       |
| 100 Volti x la Svolta                                    | Luigi Guarino Accede al ballottaggio    | 13.047                      | 23,54  | 2.262                    | 4,18   | -      |       |
| Camminiamo Insieme                                       | Luigi Guarino Accede al ballottaggio    | 13.047                      | 23,54  | 1.326                    | 2,45   | -      |       |
| Seggio al candidato sindaco                              | Seggio al candidato sindaco             | Seggio al candidato sindaco | 23,54  | 1                        |        |        |       |
|                                                          | Francesco Guardascione                  | 10.794                      | 19,47  | Partito Democratico      | 10.744 | 19,83  | 3     |
| Seggio al candidato sindaco                              | Seggio al candidato sindaco             | Seggio al candidato sindaco | 19,47  | 1                        |        |        |       |
|                                                          | Nicola Palma                            | 8.003                       | 14,44  | Movimento 5 Stelle       | 7.303  | 13,48  | 1     |
| Seggio al candidato sindaco                              | Seggio al candidato sindaco             | Seggio al candidato sindaco | 14,44  | 1                        |        |        |       |
|                                                          | Vincenzo Basile                         | 2.715                       | 4,90   | Fratelli d'Italia        | 2.753  | 5,08   | -     |
| Seggio al candidato sindaco                              | Seggio al candidato sindaco             | Seggio al candidato sindaco | 4,90   | 1                        |        |        |       |
|                                                          | Anna Russo                              | 2.607                       | 4,70   | Cambiamenti              | 2.067  | 3,82   | -     |
| Seggio al candidato sindaco                              | Seggio al candidato sindaco             | Seggio al candidato sindaco | 4,70   | 1                        |        |        |       |
|                                                          | Andrea D'Alterio                        | 1.279                       | 3,31   | Giugliano Metropoli      | 1.299  | 2,40   | -     |
| Totale                                                   | Totale                                  | 54.176                      | 100,00 |                          | 55.425 | 100,00 | 32    |

### Grumo Nevano
| Candidati                   | Candidati                   | Voti                        | %     | Liste                     | Voti  | %     | Seggi |
| --------------------------- | --------------------------- | --------------------------- | ----- | ------------------------- | ----- | ----- | ----- |
|                             | Pietro Chiacchio ✔️ Sindaco | 5.100                       | 51,26 | Popolari per Grumo Nevano | 1.224 | 12,59 | 2     |
| Libero Progresso            | Pietro Chiacchio ✔️ Sindaco | 5.100                       | 51,26 | 1.178                     | 12,12 | 2     |       |
| Idea Civica                 | Pietro Chiacchio ✔️ Sindaco | 5.100                       | 51,26 | 1.147                     | 11,80 | 2     |       |
| Svolta Popolare             | Pietro Chiacchio ✔️ Sindaco | 5.100                       | 51,26 | 971                       | 9,99  | 2     |       |
| Progetto Comune             | Pietro Chiacchio ✔️ Sindaco | 5.100                       | 51,26 | 923                       | 9,49  | 2     |       |
|                             | Gaetano Di Bernardo         | 2.432                       | 24,44 | Storia Futura             | 656   | 6,75  | 1     |
| Movimento Popolare Campano  | Gaetano Di Bernardo         | 2.432                       | 24,44 | 648                       | 6,67  | 1     |       |
| Città Ideale                | Gaetano Di Bernardo         | 2.432                       | 24,44 | 570                       | 5,86  | -     |       |
| Cattolici Democratici       | Gaetano Di Bernardo         | 2.432                       | 24,44 | 419                       | 4,31  | -     |       |
| Seggio al candidato sindaco | Seggio al candidato sindaco | Seggio al candidato sindaco | 24,44 | 1                         |       |       |       |
|                             | Giuseppe Ricciardi          | 1.472                       | 14,79 | Movimento 5 Stelle        | 1.231 | 12,66 | 1     |
| Seggio al candidato sindaco | Seggio al candidato sindaco | Seggio al candidato sindaco | 14,79 | 1                         |       |       |       |
|                             | Francesco Iannucci          | 946                         | 9,51  | L'Alternativa c'è         | 754   | 7,76  | -     |
| Seggio al candidato sindaco | Seggio al candidato sindaco | Seggio al candidato sindaco | 9,51  | 1                         |       |       |       |
| Totale                      | Totale                      | 9.721                       | 100   |                           | 9.950 | 100   | 16    |

### Marigliano
| Candidati                   | Candidati                              | Voti                        | %      | Liste               | Voti   | %      | Seggi |
| --------------------------- | -------------------------------------- | --------------------------- | ------ | ------------------- | ------ | ------ | ----- |
|                             | Antonio Carpino Accede al ballottaggio | 8.579                       | 47,56  | Partito Democratico | 3.933  | 22,24  | 9     |
| Marigliano Libera           | Antonio Carpino Accede al ballottaggio | 8.579                       | 47,56  | 1.557               | 8,80   | 3      |       |
| Cambia con Noi              | Antonio Carpino Accede al ballottaggio | 8.579                       | 47,56  | 1.156               | 6,54   | 2      |       |
| La Città che Vogliamo       | Antonio Carpino Accede al ballottaggio | 8.579                       | 47,56  | 817                 | 4,62   | 1      |       |
| Marigliano Domani           | Antonio Carpino Accede al ballottaggio | 8.579                       | 47,56  | 418                 | 2,36   | -      |       |
| Sinistra per Marigliano     | Antonio Carpino Accede al ballottaggio | 8.579                       | 47,56  | 239                 | 1,35   | -      |       |
| Il Campanile                | Antonio Carpino Accede al ballottaggio | 8.579                       | 47,56  | 175                 | 0,99   | -      |       |
|                             | Filomena Iovine Accede al ballottaggio | 6.427                       | 36,63  | Forza Italia        | 4.139  | 23,40  | 4     |
| Unione di Centro            | Filomena Iovine Accede al ballottaggio | 6.427                       | 36,63  | 1.447               | 8,18   | 1      |       |
| Iovine Sindaco              | Filomena Iovine Accede al ballottaggio | 6.427                       | 36,63  | 1.001               | 5,66   | 1      |       |
| Fratelli d'Italia           | Filomena Iovine Accede al ballottaggio | 6.427                       | 36,63  | 218                 | 1,23   | -      |       |
| Seggio al candidato sindaco | Seggio al candidato sindaco            | Seggio al candidato sindaco | 36,63  | 1                   |        |        |       |
|                             | Francesco Capasso                      | 1.705                       | 9,45   | Movimento 5 Stelle  | 1.370  | 7,75   | -     |
| Seggio al candidato sindaco | Seggio al candidato sindaco            | Seggio al candidato sindaco | 9,45   | 1                   |        |        |       |
|                             | Michele Cerciello                      | 1.327                       | 7,36   | Impegno Civico      | 1.215  | 6,87   | -     |
| Seggio al candidato sindaco | Seggio al candidato sindaco            | Seggio al candidato sindaco | 7,36   | 1                   |        |        |       |
| Totale                      | Totale                                 | 17.685                      | 100,00 |                     | 18.038 | 100,00 | 24    |

### Mugnano di Napoli
| Candidati                            | Candidati                              | Voti                        | %     | Liste                 | Voti   | %     | Seggi |
| ------------------------------------ | -------------------------------------- | --------------------------- | ----- | --------------------- | ------ | ----- | ----- |
|                                      | Luigi Sarnataro Accede al ballottaggio | 7.679                       | 41,10 | Partito Democratico   | 2.534  | 13,98 | 6     |
| Mugnanofutura                        | Luigi Sarnataro Accede al ballottaggio | 7.679                       | 41,10 | 1.099                 | 6,06   | 2     |       |
| Unione per Mugnano                   | Luigi Sarnataro Accede al ballottaggio | 7.679                       | 41,10 | 825                   | 4,55   | 2     |       |
| Progettiamo Mugnano                  | Luigi Sarnataro Accede al ballottaggio | 7.679                       | 41,10 | 792                   | 4,37   | 2     |       |
| Città Ideale                         | Luigi Sarnataro Accede al ballottaggio | 7.679                       | 41,10 | 698                   | 3,85   | 1     |       |
| L'Altra Mugnano                      | Luigi Sarnataro Accede al ballottaggio | 7.679                       | 41,10 | 609                   | 3,36   | 1     |       |
| Italia dei Valori                    | Luigi Sarnataro Accede al ballottaggio | 7.679                       | 41,10 | 521                   | 2,87   | 1     |       |
| Davvero-Federazione dei Verdi        | Luigi Sarnataro Accede al ballottaggio | 7.679                       | 41,10 | 316                   | 1,74   | -     |       |
|                                      | Aniello Piscopo Accede al ballottaggio | 8.432                       | 45,13 | Centro Democratico    | 1.539  | 8,49  | 2     |
| Fratelli d'Italia                    | Aniello Piscopo Accede al ballottaggio | 8.432                       | 45,13 | 1.469                 | 8,10   | 1     |       |
| Unione di Centro                     | Aniello Piscopo Accede al ballottaggio | 8.432                       | 45,13 | 1.297                 | 7,16   | 1     |       |
| Piscopo Sindaco                      | Aniello Piscopo Accede al ballottaggio | 8.432                       | 45,13 | 1.031                 | 5,69   | 1     |       |
| Nuovo Centrodestra-Campania Popolare | Aniello Piscopo Accede al ballottaggio | 8.432                       | 45,13 | 975                   | 5,38   | 1     |       |
| Forza Italia                         | Aniello Piscopo Accede al ballottaggio | 8.432                       | 45,13 | 903                   | 4,98   | 1     |       |
| Mai Più La Terra dei Fuochi          | Aniello Piscopo Accede al ballottaggio | 8.432                       | 45,13 | 679                   | 3,75   | -     |       |
| Mugnano Democratica                  | Aniello Piscopo Accede al ballottaggio | 8.432                       | 45,13 | 657                   | 3,62   | -     |       |
| Seggio al candidato sindaco          | Seggio al candidato sindaco            | Seggio al candidato sindaco | 45,13 | 1                     |        |       |       |
|                                      | Umberto Zucconelli                     | 1.519                       | 8,13  | Movimento 5 Stelle    | 1.253  | 6,91  | -     |
| Seggio al candidato sindaco          | Seggio al candidato sindaco            | Seggio al candidato sindaco | 8,13  | 1                     |        |       |       |
|                                      | Carmine Iazzetta                       | 1.052                       | 5,63  | Popolari per l'Italia | 374    | 2,06  | -     |
| Con Iazzetta Sindaco Libertà         | Carmine Iazzetta                       | 1.052                       | 5,63  | 292                   | 1,61   | -     |       |
| Risveglio Mugnanese                  | Carmine Iazzetta                       | 1.052                       | 5,63  | 141                   | 0,78   | -     |       |
| Rinnovamento Democratico Adesso!     | Carmine Iazzetta                       | 1.052                       | 5,63  | 92                    | 0,51   | -     |       |
| Punto a Capo                         | Carmine Iazzetta                       | 1.052                       | 5,63  | 30                    | 0,17   | -     |       |
| Totale                               | Totale                                 | 18.126                      | 100   |                       | 18.682 | 100   | 24    |

### Pomigliano d'Arco
| Candidati                     | Candidati                   | Voti                        | %     | Liste                                                         | Voti   | %     | Seggi |
| ----------------------------- | --------------------------- | --------------------------- | ----- | ------------------------------------------------------------- | ------ | ----- | ----- |
|                               | Raffaele Russo ✔️ Sindaco   | 13.380                      | 55,34 | Forza Italia                                                  | 4.214  | 17,73 | 5     |
| Unione di Centro              | Raffaele Russo ✔️ Sindaco   | 13.380                      | 55,34 | 3.698                                                         | 15,56  | 5     |       |
| Millesettecento99             | Raffaele Russo ✔️ Sindaco   | 13.380                      | 55,34 | 2.559                                                         | 10,77  | 3     |       |
| Pomigliano Socialista         | Raffaele Russo ✔️ Sindaco   | 13.380                      | 55,34 | 2.134                                                         | 8,98   | 2     |       |
| Nuove Generazioni             | Raffaele Russo ✔️ Sindaco   | 13.380                      | 55,34 | 1.024                                                         | 4,31   | 1     |       |
| Grande Pomigliano             | Raffaele Russo ✔️ Sindaco   | 13.380                      | 55,34 | 690                                                           | 2,90   | -     |       |
| Uniti per Pomigliano          | Raffaele Russo ✔️ Sindaco   | 13.380                      | 55,34 | 454                                                           | 1,91   | -     |       |
| La Mia Pomigliano             | Raffaele Russo ✔️ Sindaco   | 13.380                      | 55,34 | 200                                                           | 0,84   | -     |       |
| Fratelli d'Italia             | Raffaele Russo ✔️ Sindaco   | 13.380                      | 55,34 | 110                                                           | 0,46   | -     |       |
|                               | Dario De Falco              | 6.114                       | 25,29 | Movimento 5 Stelle                                            | 4.216  | 17,74 | -     |
| Seggio al candidato sindaco   | Seggio al candidato sindaco | Seggio al candidato sindaco | 25,29 | 1                                                             |        |       |       |
|                               | Michele Caiazzo             | 3.692                       | 15,27 | Partito Democratico                                           | 3.044  | 12,81 | 3     |
| La Locomotiva                 | Michele Caiazzo             | 3.692                       | 15,27 | 445                                                           | 1,87   | -     |       |
| Orgoglio Campano              | Michele Caiazzo             | 3.692                       | 15,27 | 156                                                           | 0,66   | -     |       |
| Davvero-Federazione dei Verdi | Michele Caiazzo             | 3.692                       | 15,27 | 21                                                            | 0,09   | -     |       |
| Seggio al candidato sindaco   | Seggio al candidato sindaco | Seggio al candidato sindaco | 15,27 | 1                                                             |        |       |       |
|                               | Roberto Oratino             | 738                         | 3,05  | Sinistra per Pomigliano (Rifondazione Comunista-Lista Civica) | 592    | 2,49  | -     |
|                               | Fabio Birotti               | 252                         | 1,04  | L'Altra Pomigliano                                            | 213    | 0,90  | -     |
| Totale                        | Totale                      | 23.770                      | 100   |                                                               | 24.176 | 100   | 24    |

### Quarto
| Candidati                   | Candidati                                  | Voti                        | %     | Liste                | Voti   | %     | Seggi |
| --------------------------- | ------------------------------------------ | --------------------------- | ----- | -------------------- | ------ | ----- | ----- |
|                             | Rosa Capuozzo Accede al ballottaggio       | 6.983                       | 40,50 | Movimento 5 Stelle   | 6.700  | 39,57 | 15    |
|                             | Gabriele Di Criscio Accede al ballottaggio | 6.317                       | 36,64 | Forza Gabriele       | 3.966  | 23,42 | 3     |
| Insieme per Quarto          | Gabriele Di Criscio Accede al ballottaggio | 6.317                       | 36,64 | 25.60                | 25,12  | 2     |       |
| Seggio al candidato sindaco | Seggio al candidato sindaco                | Seggio al candidato sindaco | 36,64 | 1                    |        |       |       |
|                             | Giovanni Santoro                           | 2.321                       | 13,46 | Uniti per Quarto     | 2.225  | 13,14 | 1     |
| Seggio al candidato sindaco | Seggio al candidato sindaco                | Seggio al candidato sindaco | 13,46 | 1                    |        |       |       |
|                             | Luigi Rossi                                | 1.622                       | 9,41  | Protagonismo Sociale | 1.480  | 8,74  | -     |
| Seggio al candidato sindaco | Seggio al candidato sindaco                | Seggio al candidato sindaco | 9,41  | 1                    |        |       |       |
| Totale                      | Totale                                     | 16.931                      | 100   |                      | 17.243 | 100   | 24    |

### San Giorgio a Cremano
| Candidati                                         | Candidati                   | Voti                        | %      | Liste                 | Voti   | %      | Seggi |
| ------------------------------------------------- | --------------------------- | --------------------------- | ------ | --------------------- | ------ | ------ | ----- |
|                                                   | Giorgio Zinno ✔️ Sindaco    | 14.308                      | 58,72  | Partito Democratico   | 5.144  | 21,47  | 6     |
| Liberamente San Giorgio                           | Giorgio Zinno ✔️ Sindaco    | 14.308                      | 58,72  | 2.183                 | 9,11   | 2      |       |
| Progetto San Giorgio                              | Giorgio Zinno ✔️ Sindaco    | 14.308                      | 58,72  | 1.900                 | 7,93   | 2      |       |
| Sinistra Ecologia Libertà                         | Giorgio Zinno ✔️ Sindaco    | 14.308                      | 58,72  | 1.699                 | 7,09   | 2      |       |
| Unione di Centro                                  | Giorgio Zinno ✔️ Sindaco    | 14.308                      | 58,72  | 1.039                 | 4,34   | 1      |       |
| Italia dei Valori                                 | Giorgio Zinno ✔️ Sindaco    | 14.308                      | 58,72  | 952                   | 3,97   | 1      |       |
| Popolari per l'Italia                             | Giorgio Zinno ✔️ Sindaco    | 14.308                      | 58,72  | 886                   | 3,70   | 1      |       |
| Centro Democratico                                | Giorgio Zinno ✔️ Sindaco    | 14.308                      | 58,72  | 866                   | 3,61   | 1      |       |
| Federazione dei Verdi-Partito Socialista Italiano | Giorgio Zinno ✔️ Sindaco    | 14.308                      | 58,72  | 807                   | 3,37   | 1      |       |
| Città Ideale                                      | Giorgio Zinno ✔️ Sindaco    | 14.308                      | 58,72  | 318                   | 1,33   | -      |       |
|                                                   | Danilo Roberto Cascone      | 4.860                       | 19,94  | Movimento 5 Stelle    | 3.795  | 15,84  | 3     |
| Seggio al candidato sindaco                       | Seggio al candidato sindaco | Seggio al candidato sindaco | 19,94  | 1                     |        |        |       |
|                                                   | Ciro Di Giacomo             | 2.855                       | 11,72  | Forza Italia          | 1.154  | 4,82   | 1     |
| Di Giacomo Sindaco                                | Ciro Di Giacomo             | 2.855                       | 11,72  | 530                   | 2,21   | -      |       |
| Iniziativa Sangiorgese                            | Ciro Di Giacomo             | 2.855                       | 11,72  | 356                   | 1,49   | -      |       |
| Fratelli d'Italia                                 | Ciro Di Giacomo             | 2.855                       | 11,72  | 296                   | 1,24   | -      |       |
| Riprendiamoci la Dignità                          | Ciro Di Giacomo             | 2.855                       | 11,72  | 88                    | 0,37   | -      |       |
| Seggio al candidato sindaco                       | Seggio al candidato sindaco | Seggio al candidato sindaco | 11,72  | 1                     |        |        |       |
|                                                   | Aqulino Di Marco            | 1.555                       | 6,38   | Alleanza dei Moderati | 1.017  | 4,25   | -     |
| Noi Sud                                           | Aqulino Di Marco            | 1.555                       | 6,38   | 233                   | 0,97   | -      |       |
| Seggio al candidato sindaco                       | Seggio al candidato sindaco | Seggio al candidato sindaco | 6,38   | 1                     |        |        |       |
|                                                   | Carlo Lembo                 | 790                         | 3,24   | San Giorgio Libera    | 694    | 2,90   | -     |
| Totale                                            | Totale                      | 23.957                      | 100,00 |                       | 24.368 | 100,00 | 24    |

### Sorrento
| Candidati                   | Candidati                   | Voti                        | %     | Liste                    | Voti   | %     | Seggi |
| --------------------------- | --------------------------- | --------------------------- | ----- | ------------------------ | ------ | ----- | ----- |
|                             | Giuseppe Cuomo ✔️ Sindaco   | 5.621                       | 52,79 | La Grande Sorrento       | 1.831  | 17,81 | 4     |
| Il Ponte                    | Giuseppe Cuomo ✔️ Sindaco   | 5.621                       | 52,79 | 1.794                    | 17,45  | 3     |       |
| Nuova Sorrento              | Giuseppe Cuomo ✔️ Sindaco   | 5.621                       | 52,79 | 1.341                    | 13,04  | 2     |       |
| Con Noi per Sorrento        | Giuseppe Cuomo ✔️ Sindaco   | 5.621                       | 52,79 | 1.249                    | 12,15  | 2     |       |
|                             | Marco Fiorentino            | 2.809                       | 26,38 | Marco Fiorentino Sindaco | 1.121  | 10,90 | 2     |
| Primavera Sorrentina        | Marco Fiorentino            | 2.809                       | 26,38 | 606                      | 5,89   | 1     |       |
| Sorrento Noi con Voi        | Marco Fiorentino            | 2.809                       | 26,38 | 537                      | 5,22   | -     |       |
| Insieme per Sorrento        | Marco Fiorentino            | 2.809                       | 26,38 | 368                      | 3,58   | -     |       |
| Seggio al candidato sindaco | Seggio al candidato sindaco | Seggio al candidato sindaco | 26,38 | 1                        |        |       |       |
|                             | Ferdinando Pinto            | 1.085                       | 10,19 | Partito Democratico      | 694    | 6,75  | -     |
| Seggio al candidato sindaco | Seggio al candidato sindaco | Seggio al candidato sindaco | 10,19 | 1                        |        |       |       |
|                             | Gianluigi De Martino        | 616                         | 5,79  | Sorrento Libera          | 444    | 4,32  | -     |
|                             | Rosario Lotito              | 516                         | 4,85  | Movimento 5 Stelle       | 296    | 2,88  | -     |
| Totale                      | Totale                      | 10.281                      | 100   |                          | 10.647 | 100   | 16    |

### Terzigno
| Candidati            | Candidati                                | Voti                 | %     | Liste                     | Voti  | %     | Seggi |
| -------------------- | ---------------------------------------- | -------------------- | ----- | ------------------------- | ----- | ----- | ----- |
|                      | Francesco Ranieri Accede al ballottaggio | 3.921                | 39,73 | Francesco Ranieri Sindaco | 1.667 | 18,07 | 5     |
| Oltre il Vesuvio     | Francesco Ranieri Accede al ballottaggio | 3.921                | 39,73 | 736                       | 7,98  | 2     |       |
| Terzigno             | Francesco Ranieri Accede al ballottaggio | 3.921                | 39,73 | 689                       | 7,47  | 2     |       |
| La Campana           | Francesco Ranieri Accede al ballottaggio | 3.921                | 39,73 | 565                       | 6,12  | 1     |       |
| Il Tralcio           | Francesco Ranieri Accede al ballottaggio | 3.921                | 39,73 | 272                       | 2,95  | -     |       |
|                      | Stefano Pagano Accede al ballottaggio    | 2.585                | 26,19 | Forza Italia              | 2.049 | 22,21 | 3     |
| Pagano Sindaco       | Stefano Pagano Accede al ballottaggio    | 2.585                | 26,19 | 507                       | 5,49  | -     |       |
| Forza Silvio         | Stefano Pagano Accede al ballottaggio    | 2.585                | 26,19 | 315                       | 3,41  | -     |       |
| Seggio di coalizione | Seggio di coalizione                     | Seggio di coalizione | 26,19 | 1                         |       |       |       |
|                      | Vincenzo Aquino                          | 1.437                | 14,56 | Partito Democratico       | 987   | 10,70 | -     |
| Seggio di coalizione | Seggio di coalizione                     | Seggio di coalizione | 14,56 | 1                         |       |       |       |
|                      | Serafino Ambrosio                        | 1.222                | 12,38 | Terzigno Casa Comune      | 775   | 8,40  | -     |
| Noi Giovani          | Serafino Ambrosio                        | 1.222                | 12,38 | 149                       | 1,61  | -     |       |
| Seggio di coalizione | Seggio di coalizione                     | Seggio di coalizione | 12,38 | 1                         |       |       |       |
|                      | Lina Panfilo                             | 448                  | 4,54  | Movimento 5 Stelle        | 330   | 3,58  | -     |
|                      | Rosanna Rosa                             | 257                  | 2,60  | Patto Civico per Terzigno | 186   | 2,02  | -     |
| Totale               | Totale                                   | 9.227                | 100   |                           | 9.870 | 100   | 16    |

## Caserta

### Orta di Atella
| Candidati                   | Candidati                    | Voti                        | %     | Liste              | Voti   | %     | Seggi |
| --------------------------- | ---------------------------- | --------------------------- | ----- | ------------------ | ------ | ----- | ----- |
|                             | Giuseppe Mozzillo ✔️ Sindaco | 9.494                       | 76,39 | Progetto per Orta  | 4.865  | 39,58 | 7     |
| Orta Città Futura @         | Giuseppe Mozzillo ✔️ Sindaco | 9.494                       | 76,39 | 1.466              | 11,93  | 2     |       |
| Uniti per Orta              | Giuseppe Mozzillo ✔️ Sindaco | 9.494                       | 76,39 | 1.399              | 11,38  | 2     |       |
| Partito Socialista Italiano | Giuseppe Mozzillo ✔️ Sindaco | 9.494                       | 76,39 | 1.140              | 9,28   | 1     |       |
| Gruppo Amici di Orta        | Giuseppe Mozzillo ✔️ Sindaco | 9.494                       | 76,39 | 787                | 6,40   | 1     |       |
|                             | Gennaro Giordano             | 2.934                       | 23,61 | Movimento 5 Stelle | 2.634  | 21,43 | 2     |
| Seggio al candidato sindaco | Seggio al candidato sindaco  | Seggio al candidato sindaco | 23,61 | 1                  |        |       |       |
| Totale                      | Totale                       | 12.291                      | 100   |                    | 12.428 | 100   | 16    |

### San Nicola la Strada
| Candidati                   | Candidati                                 | Voti                        | %     | Liste                        | Voti   | %     | Seggi |
| --------------------------- | ----------------------------------------- | --------------------------- | ----- | ---------------------------- | ------ | ----- | ----- |
|                             | Vito Marotta Accede al ballottaggio       | 3.921                       | 30,94 | Partito Democratico          | 2.328  | 18,96 | 6     |
| Nuovo Centrodestra          | Vito Marotta Accede al ballottaggio       | 3.921                       | 30,94 | 1.012                        | 8,24   | 3     |       |
| Democratici per San Nicola  | Vito Marotta Accede al ballottaggio       | 3.921                       | 30,94 | 376                          | 3,06   | 1     |       |
| Partecipazione Attiva       | Vito Marotta Accede al ballottaggio       | 3.921                       | 30,94 | 285                          | 2,32   | -     |       |
|                             | Angelo Pascariello Accede al ballottaggio | 3.342                       | 26,37 | Insieme                      | 1.410  | 11,48 | 1     |
| Incontro                    | Angelo Pascariello Accede al ballottaggio | 3.342                       | 26,37 | 1.140                        | 9,29   | 2     |       |
| Insieme                     | Angelo Pascariello Accede al ballottaggio | 3.342                       | 26,37 | 1.334                        | 10,54  | 2     |       |
| Patto per San Nicola        | Angelo Pascariello Accede al ballottaggio | 3.342                       | 26,37 | 811                          | 6,61   | -     |       |
| Progetto Comune             | Angelo Pascariello Accede al ballottaggio | 3.342                       | 26,37 | 218                          | 1,78   | -     |       |
| Seggio al candidato sindaco | Seggio al candidato sindaco               | Seggio al candidato sindaco | 26,37 | 1                            |        |       |       |
|                             | Federico De Matteis                       | 2.106                       | 16,62 | Movimento 5 Stelle           | 1.504  | 12,25 | -     |
| Seggio al candidato sindaco | Seggio al candidato sindaco               | Seggio al candidato sindaco | 16,62 | 1                            |        |       |       |
|                             | Antonio Megaro                            | 1.727                       | 13,63 | Movimento Strada Nuova       | 1.948  | 15,87 | 1     |
| Seggio al candidato sindaco | Seggio al candidato sindaco               | Seggio al candidato sindaco | 13,63 | 1                            |        |       |       |
|                             | Felice D'Andrea                           | 563                         | 4,44  | Alleanza per il Rinnovamento | 233    | 1,90  | -     |
| Sinistra Ecologia Libertà   | Felice D'Andrea                           | 563                         | 4,44  | 163                          | 1,33   | -     |       |
|                             | Gennaro Mona                              | 472                         | 3,72  | San Nicola in Movimento      | 433    | 3,53  | -     |
|                             | Francesco Nigro                           | 315                         | 2,49  | Mo Basta!                    | 233    | 1,90  | -     |
|                             | Giuseppe Brandi                           | 227                         | 1,79  | Fratelli d'Italia            | 183    | 1,49  | -     |
| Totale                      | Totale                                    | 12.277                      | 100   |                              | 12.673 | 100   | 16    |

## Salerno

### Angri
| Candidati                   | Candidati                               | Voti                        | %     | Liste                        | Voti   | %     | Seggi |
| --------------------------- | --------------------------------------- | --------------------------- | ----- | ---------------------------- | ------ | ----- | ----- |
|                             | Cosimo Ferraioli Accede al ballottaggio | 7.004                       | 33,00 | Grande Angri                 | 1.784  | 8,66  | 5     |
| Forza Angri                 | Cosimo Ferraioli Accede al ballottaggio | 7.004                       | 33,00 | 1.732                        | 8,40   | 5     |       |
| Cosimo Ferraioli Sindaco    | Cosimo Ferraioli Accede al ballottaggio | 7.004                       | 33,00 | 1.639                        | 7,95   | 4     |       |
| Uniti X Angri               | Cosimo Ferraioli Accede al ballottaggio | 7.004                       | 33,00 | 479                          | 2,32   | 1     |       |
| Terra Mia                   | Cosimo Ferraioli Accede al ballottaggio | 7.004                       | 33,00 | 316                          | 1,53   | -     |       |
| Vivere Angri                | Cosimo Ferraioli Accede al ballottaggio | 7.004                       | 33,00 | 52                           | 0,25   | -     |       |
|                             | Pasquale Mauri Accede al ballottaggio   | 8.974                       | 42,28 | Pasquale Mauri Sindaco       | 2.357  | 11,44 | 2     |
| Avanti Angri                | Pasquale Mauri Accede al ballottaggio   | 8.974                       | 42,28 | 1.514                        | 7,35   | 1     |       |
| Angri Città Nuova           | Pasquale Mauri Accede al ballottaggio   | 8.974                       | 42,28 | 1.420                        | 6,89   | 1     |       |
| Partito Democratico         | Pasquale Mauri Accede al ballottaggio   | 8.974                       | 42,28 | 806                          | 3,91   | 1     |       |
| Siamo Angri                 | Pasquale Mauri Accede al ballottaggio   | 8.974                       | 42,28 | 793                          | 3,85   | -     |       |
| Un Cuore per Angri          | Pasquale Mauri Accede al ballottaggio   | 8.974                       | 42,28 | 746                          | 3,62   | -     |       |
| Progetto Comune             | Pasquale Mauri Accede al ballottaggio   | 8.974                       | 42,28 | 717                          | 3,48   | -     |       |
| Condividiamo il Futuro      | Pasquale Mauri Accede al ballottaggio   | 8.974                       | 42,28 | 713                          | 3,46   | -     |       |
| Stabilità e Progresso       | Pasquale Mauri Accede al ballottaggio   | 8.974                       | 42,28 | 689                          | 3,34   | -     |       |
| Seggio al candidato sindaco | Seggio al candidato sindaco             | Seggio al candidato sindaco | 42,28 | 1                            |        |       |       |
|                             | Giuseppe D'Ambrosio                     | 4.436                       | 20,90 | Fratelli d'Italia            | 1.024  | 4,97  | 1     |
| Insieme                     | Giuseppe D'Ambrosio                     | 4.436                       | 20,90 | 728                          | 3,53   | 1     |       |
| Città Futura                | Giuseppe D'Ambrosio                     | 4.436                       | 20,90 | 728                          | 3,53   | -     |       |
| Alleanza per la Città       | Giuseppe D'Ambrosio                     | 4.436                       | 20,90 | 651                          | 3,16   | -     |       |
| La Nuova Angri              | Giuseppe D'Ambrosio                     | 4.436                       | 20,90 | 623                          | 3,02   | -     |       |
| Nuovi Orizzonti             | Giuseppe D'Ambrosio                     | 4.436                       | 20,90 | 541                          | 2,62   | -     |       |
| Seggio al candidato sindaco | Seggio al candidato sindaco             | Seggio al candidato sindaco | 20,90 | 1                            |        |       |       |
|                             | Giuseppina D'Antuono                    | 809                         | 3,81  | Sinistra per Angri Possiamo! | 559    | 2,71  | -     |
| Totale                      | Totale                                  | 20.611                      | 100   |                              | 21.223 | 100   | 24    |

1. ↑  Lista civica legata a Sinistra Italiana

### Cava de' Tirreni
| Candidati                                                            | Candidati                                | Voti                        | %     | Liste                       | Voti   | %     | Seggi |
| -------------------------------------------------------------------- | ---------------------------------------- | --------------------------- | ----- | --------------------------- | ------ | ----- | ----- |
|                                                                      | Vincenzo Servalli Accede al ballottaggio | 8.518                       | 22,67 | Partito Democratico         | 4.619  | 15,84 | 9     |
| Cava Libera                                                          | Vincenzo Servalli Accede al ballottaggio | 8.518                       | 22,67 | 1.439                       | 4,93   | 3     |       |
| Cava Civile                                                          | Vincenzo Servalli Accede al ballottaggio | 8.518                       | 22,67 | 1.078                       | 3,70   | 2     |       |
| Direzione Futuro                                                     | Vincenzo Servalli Accede al ballottaggio | 8.518                       | 22,67 | 874                         | 3,00   | 1     |       |
|                                                                      | Marco Galdi Accede al ballottaggio       | 7.589                       | 24,65 | Responsabili per Cava       | 2.999  | 10,28 | 2     |
| Forza Italia                                                         | Marco Galdi Accede al ballottaggio       | 7.589                       | 24,65 | 2.750                       | 9,43   | 1     |       |
| La Cava                                                              | Marco Galdi Accede al ballottaggio       | 7.589                       | 24,65 | 1.383                       | 4,74   | -     |       |
| Seggio al candidato sindaco                                          | Seggio al candidato sindaco              | Seggio al candidato sindaco | 24,65 | 1                           |        |       |       |
|                                                                      | Armando Lamberti                         | 4.721                       | 15,34 | Cava è Unica                | 1.960  | 6,72  | 1     |
| Cava Ci Appartiene                                                   | Armando Lamberti                         | 4.721                       | 15,34 | 1.521                       | 5,22   | -     |       |
| Città Democratica                                                    | Armando Lamberti                         | 4.721                       | 15,34 | 994                         | 3,41   | -     |       |
| Seggio al candidato sindaco                                          | Seggio al candidato sindaco              | Seggio al candidato sindaco | 15,34 | 1                           |        |       |       |
|                                                                      | Renato Aliberti                          | 3.184                       | 10,34 | Fratelli d'Italia           | 2.343  | 8,03  | 1     |
| Renato Aliberti Sindaco                                              | Renato Aliberti                          | 3.184                       | 10,34 | 741                         | 2,54   | -     |       |
| Seggio al candidato sindaco                                          | Seggio al candidato sindaco              | Seggio al candidato sindaco | 10,34 | 1                           |        |       |       |
|                                                                      | Maria Concetta Capuano                   | 1.605                       | 5,21  | Cettina Capuano Sindaca     | 842    | 2,89  | -     |
| Sinistra per Cava (Sinistra Ecologia Libertà-Rifondazione Comunista) | Maria Concetta Capuano                   | 1.605                       | 5,21  | 669                         | 2,29   | -     |       |
|                                                                      | Massimiliano Di Matteo                   | 1.597                       | 5,19  | Amiamo Cava                 | 1.556  | 5,34  | -     |
| Seggio al candidato sindaco                                          | Seggio al candidato sindaco              | Seggio al candidato sindaco | 5,19  | 1                           |        |       |       |
|                                                                      | Marco Senatore                           | 1.452                       | 4,72  | Cava Città Unita            | 870    | 2,98  | -     |
| Cava Sicura e Libera                                                 | Marco Senatore                           | 1.452                       | 4,72  | 494                         | 1,69   | -     |       |
|                                                                      | Gianluca Santoro                         | 1.060                       | 3,44  | Movimento 5 Stelle          | 1.018  | 3,49  | -     |
|                                                                      | Claudio Di Criscio                       | 721                         | 2,34  | Movimento Popolare per Cava | 686    | 2,35  | -     |
|                                                                      | Michele Mazzeo                           | 335                         | 1,09  | Partito Comunista           | 324    | 1,11  | -     |
| Totale                                                               | Totale                                   | 29.160                      | 100   |                             | 30.782 | 100   | 24    |

### Eboli
| Candidati              | Candidati                               | Voti                 | %     | Liste                 | Voti   | %     | Seggi |
| ---------------------- | --------------------------------------- | -------------------- | ----- | --------------------- | ------ | ----- | ----- |
|                        | Massimo Cariello Accede al ballottaggio | 9.089                | 41,10 | Ascolto Cittadino     | 2.386  | 11,18 | 4     |
| Eboli Popolare         | Massimo Cariello Accede al ballottaggio | 9.089                | 41,10 | 2.133                 | 9,99   | 4     |       |
| Nuovo PSI              | Massimo Cariello Accede al ballottaggio | 9.089                | 41,10 | 2.124                 | 9,95   | 3     |       |
| Insieme X Eboli        | Massimo Cariello Accede al ballottaggio | 9.089                | 41,10 | 1.812                 | 8,49   | 3     |       |
| Fratelli d'Italia      | Massimo Cariello Accede al ballottaggio | 9.089                | 41,10 | 610                   | 2,86   | 1     |       |
|                        | Antonio Cuomo Accede al ballottaggio    | 6.764                | 30,59 | Partito Democratico   | 2.831  | 13,26 | 3     |
| Eboli 3.0              | Antonio Cuomo Accede al ballottaggio    | 6.764                | 30,59 | 1.721                 | 8,06   | 1     |       |
| Uniamo Eboli           | Antonio Cuomo Accede al ballottaggio    | 6.764                | 30,59 | 1.305                 | 6,11   | 1     |       |
| La Mia Città           | Antonio Cuomo Accede al ballottaggio    | 6.764                | 30,59 | 916                   | 4,29   | 1     |       |
| Eboli Libera           | Antonio Cuomo Accede al ballottaggio    | 6.764                | 30,59 | 820                   | 3,84   | -     |       |
| Seggio di coalizione   | Seggio di coalizione                    | Seggio di coalizione | 30,59 | 1                     |        |       |       |
|                        | Damiano Cardiello                       | 2.469                | 11,16 | Forza Italia          | 880    | 4,12  | 1     |
| Eboli Avanti           | Damiano Cardiello                       | 2.469                | 11,16 | 410                   | 1,92   | -     |       |
| Eboli Fronte Comune    | Damiano Cardiello                       | 2.469                | 11,16 | 231                   | 1,08   | -     |       |
| Gioventù Ebolitana     | Damiano Cardiello                       | 2.469                | 11,16 | 214                   | 1,00   | -     |       |
| Noi Sud                | Damiano Cardiello                       | 2.469                | 11,16 | 129                   | 0,60   | -     |       |
| Centro Moderato        | Damiano Cardiello                       | 2.469                | 11,16 | 121                   | 0,57   | -     |       |
| #Arianuova             | Damiano Cardiello                       | 2.469                | 11,16 | 107                   | 0,50   | -     |       |
| Seggio di coalizione   | Seggio di coalizione                    | Seggio di coalizione | 11,16 | 1                     |        |       |       |
|                        | Erasmo Venosi                           | 1.805                | 8,16  | Movimento 5 Stelle    | 993    | 4,65  | -     |
|                        | Salvatore Marisei                       | 1.194                | 5,40  | La Sinistra per Eboli | 635    | 2,97  | -     |
| Riformisti Democratici | Salvatore Marisei                       | 1.194                | 5,40  | 268                   | 1,26   | -     |       |
| Totale                 | Totale                                  | 21.345               | 100   |                       | 22.115 | 100   | 24    |